# Benedykt Wiszowaty
Benedykt Wiszowaty (ur. ok. 1655, zm. po 1704 najprawdopodobniej w Kosinowie) – teolog, pisarz i duchowny braci polskich.

## Życiorys
Benedykt Wiszowaty był synem Andrzeja Wiszowatego i Aleksandry z Rupniowskich. Około 1684 ożenił się z Eufronzyną z Sierakowskich 1 voto Janową Lubieniecką.
Od 1666 r. wraz z ojcem przebywał w Amsterdamie, gdzie prowadził działalność wydawniczą. Około 1680 przeniósł się do Prus Książęcych. Na synodzie braci polskich w Rudówce dnia 14 października 1684 został wybrany ministrem zboru w Kosinowie.
Syn Benedykta, Andrzej Wiszowaty (junior) urodził się na terenie Prus Książęcych w 1685. Podobnie jak dziadek i ojciec należał do Braci polskich. W 1724 został ministrem polskiego zboru ariańskiego w Koloszwarze i lektorem kolegium unitariańskiego.

## Twórczość
- Confessio fidei Christianae... – konfesji ariańskiej przedłożonej elektorowi wraz z memoriałem Samuela Przypkowskiego.
- Catecheses Ecclesiarum Polonicarum – komentarz do katechizmu ariańskiego, (wydany w Amsterdamie) 1684.
- przygotował do druku i uzupełnił o  dzieje polskiego antytrynitaryzmu pracę Krzysztofa Sandiusa Bibliotheca antitrinitariorum, (wydanie Amsterdam 1684).
- Medulla historiae ecclesiasticae... (w rękopisie)